# NGC 6839
NGC 6839 – grupa gwiazd znajdująca się w gwiazdozbiorze Strzały, prawdopodobnie gromada otwarta. Odkrył ją William Herschel 18 sierpnia 1784 roku. Znajduje się w odległości ok. 4,6 tys. lat świetlnych od Słońca oraz 25,4 tys. lat świetlnych od centrum Galaktyki.
Istnieją wątpliwości co do identyfikacji obiektu NGC 6839, gdyż w podanej przez Herschela pozycji nie ma żadnego wyraźnego skupiska gwiazd, które pasowałoby do opisu odkrywcy. NASA/IPAC Extragalactic Database podaje, że NGC 6839 to to samo co Messier 71, lecz jest to identyfikacja błędna.